# Botswana International 2016
Die Botswana International 2016 im Badminton fanden vom 8. bis zum 11. Dezember 2016 in Gaborone statt. 

## Sieger und Platzierte
| Disziplin    | Gold                                 | Silber                                | Bronze                                  |
| ------------ | ------------------------------------ | ------------------------------------- | --------------------------------------- |
| Herreneinzel | Anatoliy Yartsev                     | Jacob Maliekal                        | Rosario Maddaloni                       |
| Herreneinzel | Anatoliy Yartsev                     | Jacob Maliekal                        | Maxime Moreels                          |
| Dameneinzel  | Evgeniya Kosetskaya                  | Hadia Hosny                           | Doha Hany                               |
| Dameneinzel  | Evgeniya Kosetskaya                  | Hadia Hosny                           | Ogar Siamupangila                       |
| Herrendoppel | Alwin Francis Tarun Kona             | Aatish Lubah Georges Paul             | Chongo Mulenga Kalombo Mulenga          |
| Herrendoppel | Alwin Francis Tarun Kona             | Aatish Lubah Georges Paul             | Abdelrahman Abdelhakim Christopher Paul |
| Damendoppel  | Doha Hany Hadia Hosny                | Evelyn Siamupangila Ogar Siamupangila | Elizaberth Chipeleme Ngandwe Miyambo    |
| Damendoppel  | Doha Hany Hadia Hosny                | Evelyn Siamupangila Ogar Siamupangila | Botho Makubate Leungo Tshweneetsile     |
| Mixed        | Anatoliy Yartsev Evgeniya Kosetskaya | Georges Paul Hadia Hosny              | Chongo Mulenga Evelyn Siamupangila      |
| Mixed        | Anatoliy Yartsev Evgeniya Kosetskaya | Georges Paul Hadia Hosny              | Juma Muwowo Ogar Siamupangila           |